# Oberndorf (Bad Abbach)
Das Kirchdorf Oberndorf ist ein Ortsteil des Marktes Bad Abbach im niederbayerischen Landkreis Kelheim. Bis 1978 bildete es eine selbstständige Gemeinde.

## Geografie
Oberndorf liegt als Straßendorf mit mittiger Verzweigung am rechten Ufer der Donau, etwa zwei Kilometer nordwestlich des Hauptortes Bad Abbach, entlang der Donaustraße von Bad Abbach nach Großprüfening.
Nördlich parallel der beidseits bebauten Donaustraße schließt sich ein etwa zweihundert Meter breiter Streifen mit ebenen Ackerflächen an, um dann nach Norden steil zum Weinberg anzusteigen. An der Fußkante des Weinbergs entstand eine parallel zur Donaustraße verlaufende Siedlungsstraße, Am Unteren Weinberg und Am Oberen Weinberg.
Parallel zum gegenüberliegenden Donauufer verläuft der Kanal der Schleuse Bad Abbach, die sich in der Gemarkung von Oberndorf befindet. Etwas oberhalb der Schleuse liegt das Bahnstromkraftwerk Bad Abbach.

## Geschichte
Am Donau-Iller-Rhein-Limes bestand das spätrömische Burgus Oberndorf oberhalb des rechten Donauufers, etwa beim heutigen Flusskilometer 2395,8. Oberndorf ist ein altes Winzer- und Fischerdorf. 1007 wurde es von König Heinrich II. mit Ahebach (Bad Abbach) dem neu gegründeten Bistum Bamberg geschenkt. Mit einer auf 1138 datierten, aber erst 1224 ausgestellten Urkunde wurde es der Jurisdiktion des Klosters Prüfening unterstellt, der es bis zur Säkularisation in Bayern 1803 als Hofmark unterstand. 
Im Jahr 1209 wurde Pfalzgraf Otto VIII. von Wittelsbach, der Mörder des römisch-deutschen Königs Philipp von Schwaben im Burgstall Oberstrang in Oberndorf gestellt und getötet. Die vorwiegende Bodenkultur bestand bis etwa 1760 in Weinbau und wich dann immer mehr dem Hopfenanbau. Kirchlich blieb Oberndorf trotz mehrerer Lösungsversuche eine Filiale von Abbach.
Bereits nach dem Zweiten Weltkrieg war beabsichtigt, die Gemeinde Oberndorf in Bad Abbach einzugliedern. Ein Gemeinderatsbeschluss vom 28. März 1946 mit dem Hinweis auf die landwirtschaftliche Struktur, die hinreichende Bevölkerungszahl und Wirtschaftskraft sowie die eigene Schule konnte die Eingemeindung verhindern. Erst die Gebietsreform in Bayern veranlasste Oberndorf unter dem letzten Bürgermeister Ernst Gassner, sich aufgrund eines einstimmigen Gemeinderatsbeschlusses zum 1. Januar 1978 an Bad Abbach anzuschließen.

## Sehenswürdigkeiten
- Filialkirche Mariä Himmelfahrt. Das spätromanische Langhaus dürfte schon um etwa 1250 entstanden sein, der Nordturm ist frühgotisch, der Chor entstand im 16./17. Jahrhundert. Das romanische Innenportal enthält Tierreliefs. Frühgotische Fresken stammen vom Ende des 13. Jahrhunderts, eine spätgotische Madonna von um 1470. Der heutige Hochaltar wurde 1713 errichtet und etwas zurückversetzt.  Eine alte Dorflinde bei der Kirche, deren brüchiger Stamm zuletzt durch ein Mauerwerk zusammengehalten werden musste, wurde am 9. Februar 1961 gefällt.
- Friedhofskapelle (Seelenkapelle). Sie wurde im 15./16. Jahrhundert erbaut und besitzt eine bemalte Holzdecke sowie einen Sandsteinaltar von 1430 bis 1440.
- An der Innenseite der Friedhofsmauer befindet sich rechts neben dem Eingang ein steinerner Christuskopf. Er wird mit dem Ereignis um Pfalzgraf Otto VIll. in Verbindung gebracht und war in früheren Zeiten in der Kirche links vom Altar eingemauert.

## Baudenkmäler
Im Ort sind sechs Bauwerke als Baudenkmäler gelistet. Die Eigentümer der Gebäude Donaustraße 38, Donaustraße 52 und Donaustraße 56 wurden im Jahr 2010 mit der Denkmalschutzmedaille des Freistaates Bayern ausgezeichnet.

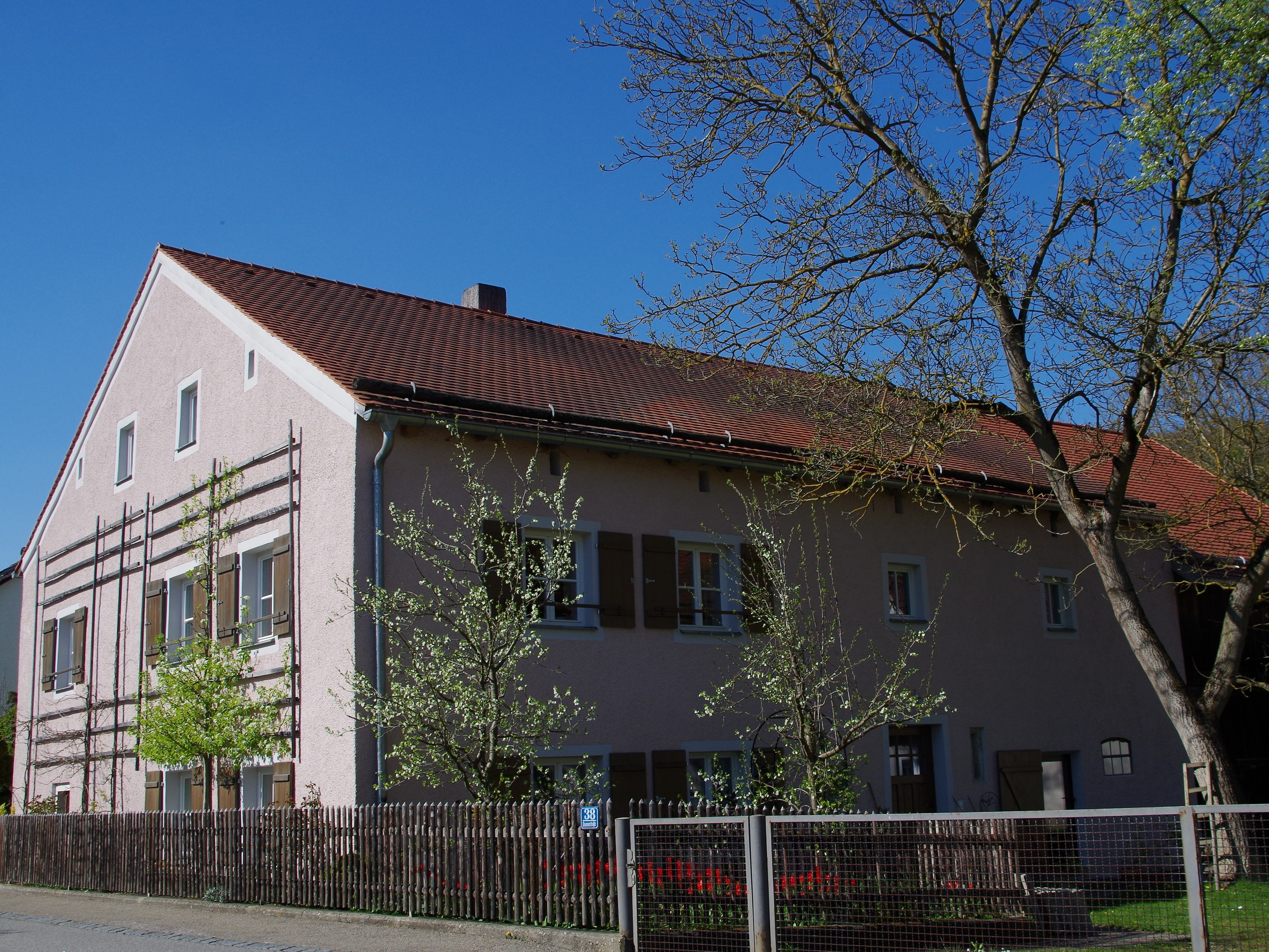
Donaustraße 38
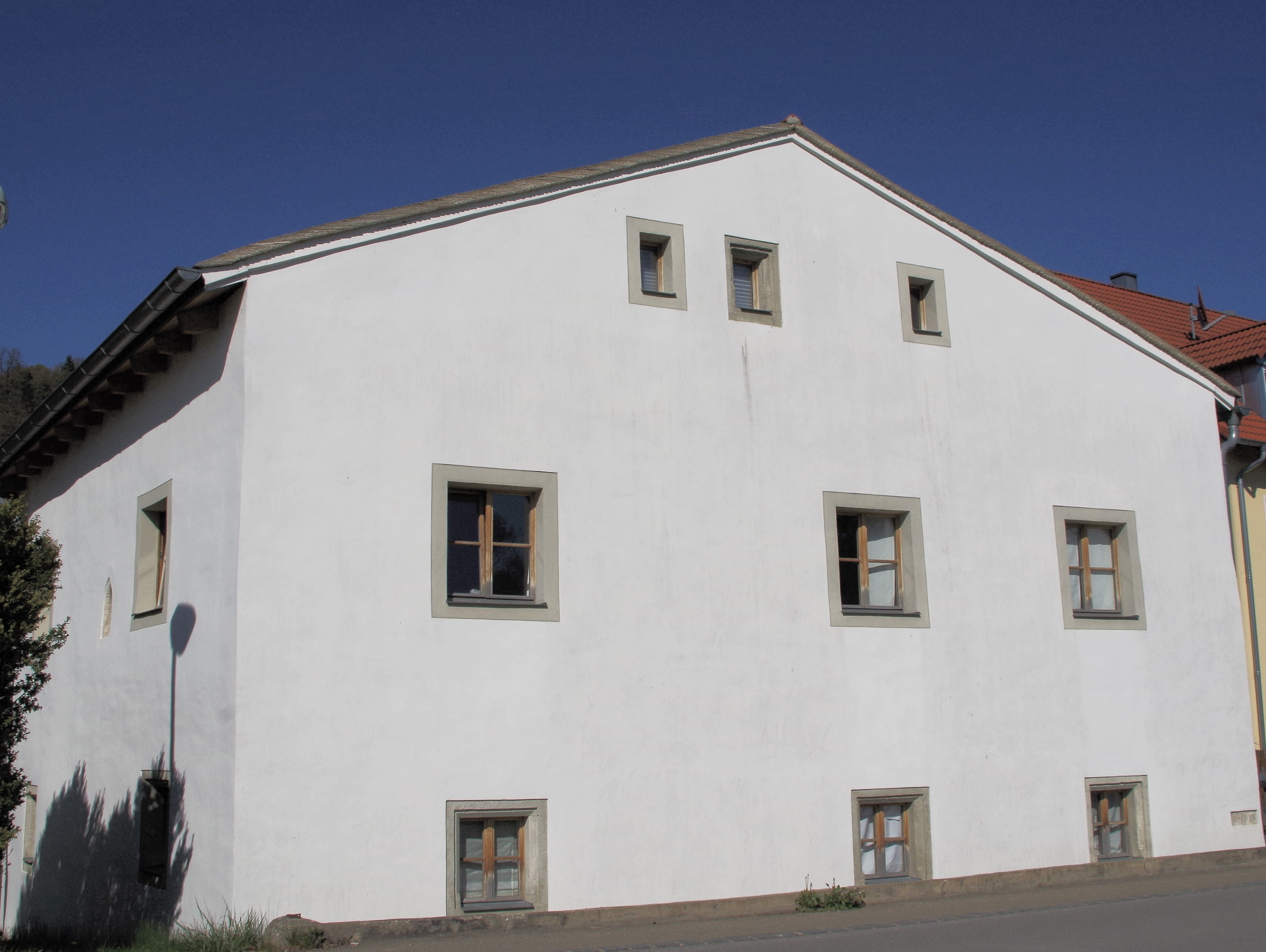
Donaustraße 52
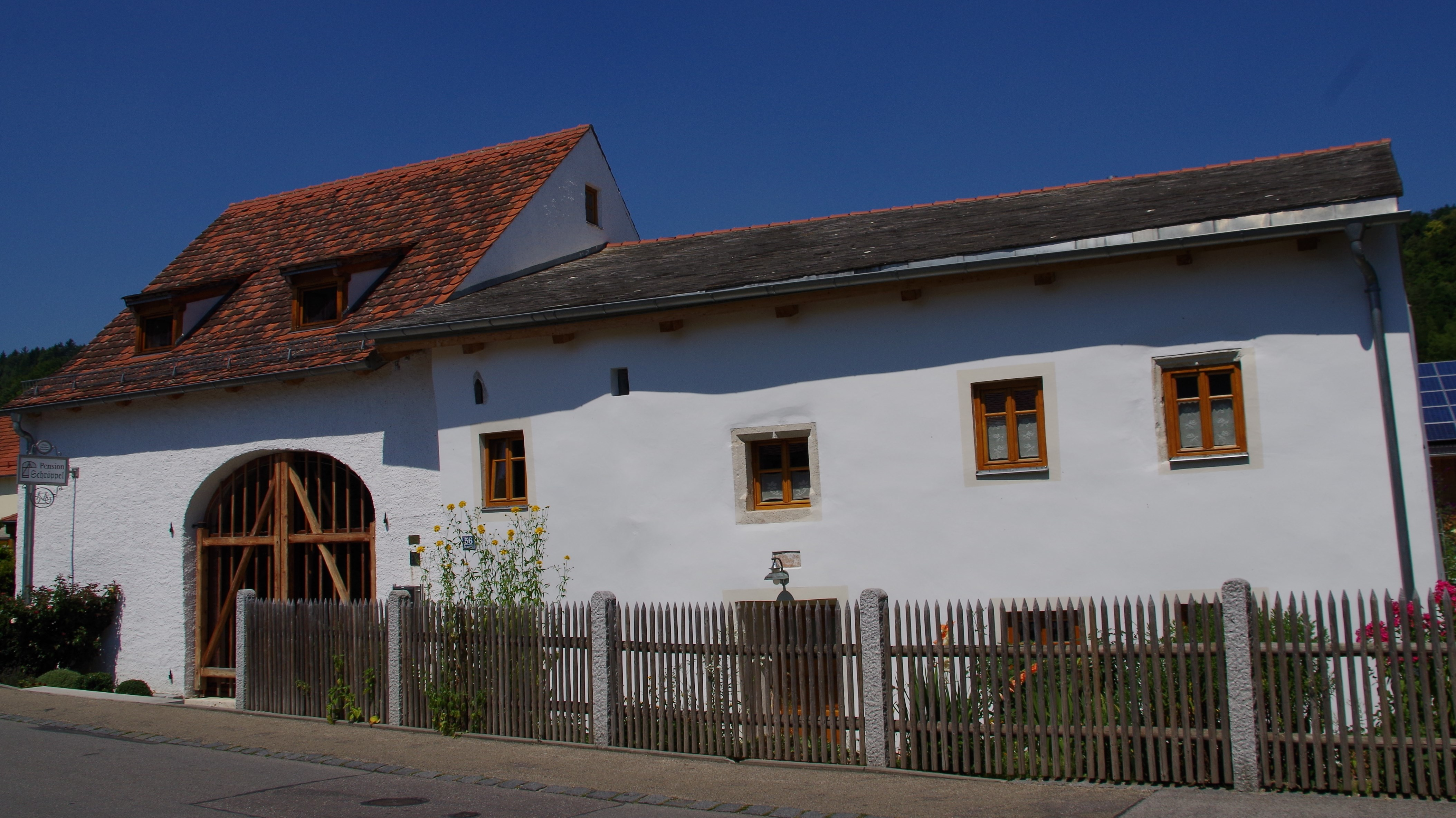
Donaustraße 56

## Vereine
- Altenclub Oberndorf
- Freiwillige Feuerwehr Oberndorf. Sie wurde 1874 gegründet.
- Katholische Landjugend Oberndorf
- Krieger- und Soldatenverein Oberndorf
- Orgelbauverein Oberndorf e. V.
- Singkreis Oberndorf
- TV Oberndorf e. V. Am 1. Mai 1926 gründeten 21 Bürger in der Brauerei Berghammer den Turnverein.